# 伊斯托拉德
在托爾金（J. R. R. Tolkien）的中土大陸裡，伊斯托拉德（Estolad）是貝爾蘭（Beleriand）東部的一片廣大的平原。
人們從伊瑞德隆（Ered Luin）來到伊斯托拉德，他們在往更南及更西方遷移前，在這裡生活了一段時間。
伊斯托拉德的意思是指營地，位於凱龍河和蓋林河之間，薩吉理安以西。矮人大道（Great Dwarf Road）亦橫過伊斯托拉德。